# Gausdal
Gausdal est une kommune de Norvège. Elle est située dans le district de Gudbrandsdalen, dans le comté d'Innlandet (anciennement Oppland).
Le centre administratif de la municipalité est le village de Segalstad bru. 
L'exploitation forestière, l'agriculture et le tourisme sont des importantes activités dans la municipalité.
La commune se forme à partir de la fusion d'Østre et Vestre Gausdal, en 1962. Elle borde les communes d'Øyer à l'est, Lillehammer et Nordre Land au sud, Nord-Aurdal et Østre Slidre à l'ouest, et Sør-Fron et Ringebu au nord. 
La municipalité compte environ 6 000 habitants, dont près de 1 000 à Segalstad Bru et 1 100 à Follebu. La population se maintient entre les 5 000 et les 7 000 habitants depuis les années 1830. 
Son blason actuel date de 1986 et décrit le paysage montagneux de la commune. Son nom vient du vieux norrois « Gausdalr », qui origine aussi le nom de la rivière Gausa, 
La commune abrite le Parc national de Ormtjernkampen, le plus petit parc national de Norvège. 
Le prix Nobel de littérature Bjørnstjerne Bjørnson est originaire de Follebu.  